# Maison de Sens
La maison de Sens est une famille féodale (appelée aussi dynastie des Fromonides) ayant dirigé de manière souveraine le comté de Sens (dans le nord de l'Yonne), dans le comté de Champagne aux Xe et XIe siècles. Le premier ancêtre connu est Fromond Ier de Sens, installé comme vicomte à Sens par le robertien Hugues le Grand (père d'Hugues Capet), comte de Paris, après sa prise de la ville en 939. Fromond Ier, simple vicomte vassal d'Hugues le grand, sut ériger sa vicomté en comté souverain qu'il rendit héréditaire et transmit comme tel à son fils Renard Ier à sa mort en 948. La dynastie compte les quatre comtes souverains de Sens jusqu'au rattachement du comté au domaine royal par le roi des Francs Robert II le Pieux après sa prise de la ville en 1015.

## Origines

### L'hypothèse troyenne
Les généalogies caduques font de Fromond Ier un fils de Garnier, vicomte de Sens et de son épouse Teutberge d'Arles (fille du comte d'Arles). Cependant, aucune preuve ne vient étayer cette hypothèse. D'autre part, cette assertion est contredite par les sources qui font de Richard, un des fils de Garnier, un comte de Troyes, et un vicomte de Sens après son père. De plus le stock des noms Fromonides est radicalement différent de celui des Bosonides Garnériens.
Enfin, l'hypothèse est peu probable au vu du contexte historique. La ville et le comté (rétrogradé au rang de simple vicomté vassal) étaient sous domination bourguignonne depuis que Richard II le Justicier, duc de Bourgogne, s'était emparé de la ville à la fin du IXe siècle. Il avait installé Garnier, comte de Troyes, comme son vicomte à Sens jusqu'à la mort de ce dernier en 924. On sait d'autre part que la vicomté avait été confisqué en 931 par le roi de Francie occidentale Raoul, duc de Bourgogne et fils de Richard, après la révolte du vicomte (probablement Richard de Troyes, fils de Garnier). Or, Fromond Ier est installé comme vicomte de Sens vers 939 après la prise de la ville par Hugues le Grand, comte de Paris. La nouvelle mainmise des Robertiens dans la région rend peu probable l'hypothèse qu'il puisse laisser la vicomté de Sens, ville stratégique, à un lignage rival et désormais voisin (celui des comtes de Troyes), surtout compte tenu des ambitions royales des Robertiens.

### L'hypothèse ligérienne
L'hypothèse la plus vraisemblable sur le plan politique consiste à considérer Fromond comme un fidèle vassal d'Hugues le Grand. C'est ce que suggère Laurent Theis lorsqu'il évoque la prise de la ville en 939 et l'installation de Fromond comme vicomte ("son fidèle vassal"). Or, les possessions des Robertiens sont localisés essentiellement dans le val de Loire au Xe siècle, ce qui suggère une origine ligérienne pour Fromond. Étienne Meunier a émis cette hypothèse en se basant sur un acte où apparaît Fromond et son fils Renard. Puis les travaux de Michel Bur sur la formation du comté de Champagne et sur ceux du chanoine Maurice Chaume sur les comtes de Sens au IXe siècle, permettent d'avancer que les Fromonides ainsi que les Guy-Renaud de Soissons feraient partie de la clientèle vassalique ligérienne des Robertiens installée par ceux-ci dans les cités conquises de l'est parisien au Xe siècle.

### L'hypothèse normande
On constate la présence du prénom Fromond au sein de la haute aristocratie normande au VIIe siècle. Saint Fromond est évêque de Coutances vers 650. Il rebâtit une abbaye à présent connue sous son nom, entre Saint-Lô et Isigny-sur-Mer. La poussée des Normands a totalement et longuement déstabilisé les cadres administratifs (comtes et évêques) de toute cette contrée. Les fuyards s'égayent en Neustrie (transportant les reliques de leurs diocèses) et sont accueillis par le duc des Francs (ancêtre des Robertiens) chargé de la défense de l'ensemble de l'Ouest du royaume. Le duc Hugues le Grand tente vainement de reconquérir ces territoires, jusqu'en 946 (et donc après le traité de Saint-Clair-sur-Epte de 911). Or le contrat vassalique, de nature synallagmatique, impose au suzerain d'assurer la protection et la subsistance de son vassal. De ce fait, le lignage Fromonide aurait été installé à Sens faute de pouvoir être rétabli à la tête de son ancienne circonscription.

## Les vicomtes puis comtes de Sens

### Fromond Ier
Il est le père de Renard le Vieux.

### Renard Ier le Vieux
Renard le Vieux fonde Joigny (qui est de peu plus ancien que Joinville). Il a trois enfants connus : Adélaïde, Fromont II et Renard. Il meurt en 996.

### Adélaïde
Adélaïde épouse en premières noces Geoffroi Ier de Joigny. De lui elle a trois fils :
- Renard Ier de Joigny, comte de Joigny après sa mère,
- Geoffroi II de Joigny, comte de Joigny après son frère, fonde le prieuré de Joigny en 1060 et meurt vers 1081.
- Gilduin de Joigny, archevêque de Sens, avant d'être déposé pour simonie.

Devenue veuve elle épouse Engelbert III, comte de Brienne. De lui elle a une fille :
- Marie de Brienne (ou Alix ? Ou Adélaïde ?), qui épouse Étienne de Vaux, premier seigneur de Joinville.
- La filiation d'Adélaïde résulte exclusivement d'annotateurs tardifs, postérieurs au XVIIe siècle. Aucune charte médiévale n'y conduit.

## Autres personnalités
La dynastie des Fromonides compte aussi de nombreux ecclésiastiques, notamment des abbés à la tête des plus riches abbayes du comté (notamment l'Abbaye Saint-Pierre-le-vif à Sens) ainsi que des évêques et archevêques.
- Sewin, neveu de Fromond Ier, fut archevêque de Sens de 978 à sa mort en 999.
- Bruno, fils de Fromond II, échoua à être nommé archevêque par son père mais devint archidiacre.
- Gilduin, un des fils d'Alix de Sens, fut lui aussi archevêque de Sens de 1032 à 1049.
- Thierry, petit-neveu de Sewin, fut évêque d'Orléans de 1016 à 1022.

## Les autres lignages issus de la dynastie
D'autres lignages sont issus de la dynastie fromonide. Renard Ier bâtit les forts de Château-Renard (dont le village porte toujours le nom) et de Joigny. Les seigneurs de Château-Renard issus de la dynastie ont été à l'origine des seigneurs de Courtenay. D'autre part, la fille de Renard Ier, Alix, devint la première comtesse de Joigny, à l'origine de la lignée par son mariage avec Geoffroy de Château-Landon, seigneur du Gâtinais. Le comté de Joigny ne fut pas rattaché au domaine royal après la prise de Sens et a perduré jusqu'au XVIIIe siècle.

## Généalogie
```
Fromond 
I
er
 (914-† 
13 août 948
), vicomte puis comte de Sens (939-948)
 │
 ├─ 
Renard 
I
er
 
le Vieux
 († 996 ou 999), comte de Sens (948-996 ou 999)
 │   │
 │   ├─ 
Fromond II
 († 1012), comte de Sens (996 ou 999-1012)
 │   │   ép. 975 Gerberge de 
Roucy
 (fille de Ragenold ou 
Renaud de Roucy
, 
comte de Roucy
 et d'Albérade de Hainaut)
 │   │   │
 │   │   ├─ 
Renard II 
le Mauvais
 († 1055), dernier comte de Sens (1012-1055)
 │   │   │   ép. 1023 Juvilla
 │   │   │    │
 │   │   │    └─ Fromond (III) de Sens († après 1058)
 │   │   │       ép. Gisberte
 │   │   │        │
 │   │   │        └─ Renard (III) de Sens († après 1058)
 │   │   │
 │   │   ├─ Fromond († après 1016)
 │   │   │
 │   │   ├─ Bruno († après 1032), archidiacre de Sens, trésorier à Langres
 │   │   │
 │   │   └─ Renaud († 1016 ou 1024), abbé de Sainte-Marie du Charnier
 │   │
 │   ├─ 
Alix de Sens
, 
1
re
 comtesse de 
Joigny

 │   │   ép. 1) 
Geoffroy 
I
er
 de Joigny
 († 1035, 1042 ou 1043), 
comte de Joigny

 │   │   ép. 2) 
Engelbert III de Brienne
, 
comte de Brienne

 │   │   │
 │   │   ├─ (1) Geoffroy II de Joigny († après 1080), comte de Joigny
 │   │   │   │
 │   │   │   └─ 
Comtes de Joigny

 │   │   │
 │   │   ├─ (1) Renard Ier de Joigny († après 1042), comte de Joigny
 │   │   │   ép. 1040 ou 1042 Aélis de 
Bar-sur-Aube

 │   │   │
 │   │   └─ (1) 
Gilduin
 († après 1049), 
archevêque de Sens
 (1032-1049)
 │   │   │
 │   │   └─ (2) Alix (ou Adélaïde) de Brienne
 │   │       ép. 
Étienne de Vaux
, 
1
er
 
seigneur de Joinville

 │   │       │
 │   │       └─ 
Seigneurs puis princes de Joinville

 │   │
 │   └─ Renaud (ou Renard, 962-1007), seigneur de 
Château-Renard

 │       │
 │       └─ Atton (ou Athon, vers 895-après 1039), seigneur de Château-Renard et 
1
er
 
seigneur de Courtenay

 │
 └─ ? (fille)
     │
     ├─ Seguin ou Sewin, († 
17 octobre 999
), 
archevêque de Sens
 (978-999)
     │
     ├─ Isembard († 
13 avril 980
)
     │
     ├─ Renard de Broyes
     │
     └─ ? (fille)
         │
         ├─ Renard (avant 986 - † 1015), abbé de 
Saint-Pierre le vif à Sens

         │
         └─ ? (fille)
             │
             └─ 
Thierry II d'Orléans
 († Tours 1024), 
évêque d'Orléans
 (1016-1022)
```

### Autres ouvrages généraux
- William Mendel Newman, Le domaine royal sous les premiers Capétiens, Sirey, 1903 (présentation en ligne).
- Christian Pfister, Étude sur le règne de Robert le Pieux, Paris, BEHE, 1885 (lire en ligne).

### Autres ouvrages d'histoire locale
- Michel Bur, La formation du comté de Champagne, Nancy, Université de Nancy II, 1977.
- M. Chaume, Les comtes de Sens au IXe siècle, Nancy, Bsas, 1930.
- J. Hubert, La frontière occidentale du comté de Champagne du XIe au XIIIe siècle, Paris, 1955.
- F. Bitton, Histoire de la ville de Sens, Paris, 1943.